# Pepperminta
Pour plus de détails, voir Fiche technique et Distribution.
Pepperminta est un film austro-suisse réalisé par Pipilotti Rist sorti en 2009.

## Synopsis
Pepperminta est une femme qui vit dans son propre monde. Avec Werwen et Edna, elle se rend à Vienne et à Zurich. Elle a une relation très spéciale avec les couleurs et leurs effets sur les personnes et les situations. Les scènes sont notamment l'université de Vienne et la station de tramway de la Place Marie-Thérèse.

## Fiche technique
- Titre : Pepperminta
- Réalisation : Pipilotti Rist assistée de Steven Michael Hayes et d'Andrea Binswanger
- Scénario : Pipilotti Rist, Chris Niemeyer (de)
- Musique : Andreas Guggisberg, Roland Widmer
- Direction artistique : Su Erdt
- Costumes : Selina Peyer
- Photographie : Pierre Mennel (de)
- Son : Rainer Flury, Roland Widmer
- Montage : Gion-Reto Killias
- Production : Christian Davi, Christof Neracher, Antonin Svoboda
- Sociétés de production : Coop99, hugofilm
- Société de distribution : Frenetic Films
- Pays d'origine :  Autriche,  Suisse
- Langue : allemand
- Format : Couleur - 1,85:1 - Mono - 35 mm
- Genre : Comédie dramatique
- Durée : 80 minutes
- Dates de sortie :
  -  Suisse : 10 septembre 2009.
  -  Autriche : 30 avril 2010.

## Distribution
- Ewelina Guzik : Pepperminta
- Sven Pippig (de) : Werwen
- Sabine Timoteo : Edna
- Elisabeth Orth : Leopoldine
- Oliver Akwe : Kwame
- Hanspeter Bader : Le maître-nageur
- Noëmi Leonhardt : Pepperminta enfant
- Lena Reichmuth (de): L'institutrice

## Source de la traduction
- (de) Cet article est partiellement ou en totalité issu de l’article de Wikipédia en allemand intitulé « Pepperminta » (voir la liste des auteurs).